# Какап

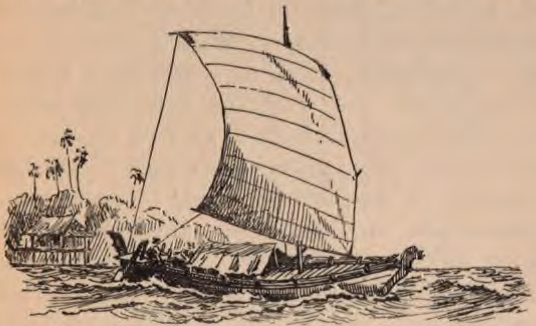
Какап Джерам, рибальський човен Селангору.

Какап (індонез. Kakap) — невеличкий вузький річковий або прибережний морський човен, який використовувася для риболовлі в Малайзії, Індонезії та Брунеї. Вони також іноді використовувались як допоміжні судна для великих військових кораблів під час піратства та прибережних рейдів.

## Етимологія
Назва «какап» походить від малайського слова, що означає «шпигун», «розвідник», «дозорний». Таким чином, назва може означати «розвідувальний човен» :578.

## Опис
Какап нагадує панджаяву, але менший і легший за неї. Човен мав одну щоглу з середньою довжиною 4 метри з австронезійським вітрилом типу танджа або джонковим вітрилом. Довжина какап Джерам складала близько 4 метрів, при ширині в 2 метри, висоті бортів близько 1 метра та при надводному борті близько 30 см. Човен управлявся екіпажем з 3 осіб :58–59. В той же час великі какапи могли досягати восьми метрів завдовжки і був здатними перевозити екіпаж з 8-10 осіб :183–184.
Корпус какап Джерам дощатий і побудований з каркасами, виготовленими з деревини меранті (родина диптерокарпові). Дошки обшивки з'єднувались не за залізними цвяхами, а за допомогою дерев'яних шкантів, які дотаково зміцненювались мотузками з ротанга. Какапи прикрашались різьбленою фігурою на носі та орнаментом на ахтерштевені. Рульовий механізм складався з весла, що кріпилось до міцної стійки на кормі ротанговою мотузкою :351–352.

## Використання
На узбережжі Селангору какап використовується як рибальський човен саме під назвою какап Джерам, від назви великого рибальського села в районі Куала-Селангор. Його назву можна інтерпретувати як «Джерамський розвідник». :351–352.
Під час піратської діяльності какап не плаває сам, а входив до супроводження великих військових кораблів типу пенджаджап або ланонг та використовувався як судно-розвідник. Якщо торгові кораблі зустріли цей човен, їх екіпаж розумів, що десь неподалік можуть ховатись великі рейдерські кораблі. У разі нападу какап міг легко пристати до берега, де екіпаж міг сховатись у мангрових заростях або пальмовому лісі, несучи із собою човен. Морські люди (оранг-лаути) Південно-Східної Азії використовують какап, який може містити 20 осіб, які використовуються для піратської діяльності на морі. :183–184